# Epigynopteryx epionata
Epigynopteryx epionata là một loài bướm đêm trong họ Geometridae.